# Bucaspor
Bucaspor este un club de fotbal din Izmir, Turcia. Este al cincilea club din Izmir alături de Karșıyaka, Altay, Izmirspor și Göztepe. În sezonul 2009-2010 clubul a reușit promovarea în prima ligă din Turcia, terminând pe locul întâi în liga secundă. De altfel este a doua promovare consecutivă după ce în sezonul 2008-2009 echipa a reușit promovarea din liga a treia în liga a doua. Stadionul pe care evoluează echipa se numește Buca Arena.

## Palmares
- Liga secundă
  - Locul doi (1): 2010
- Liga a treia
  - Câștigător (2): 1990, 2009

## Lot 2010/2011
La 12 ianuarie 2011.
| Nr. |                       | Poziție | Jucător           |
| --- | --------------------- | ------- | ----------------- |
| 1   | Estonia               | P       | Pavel Londak      |
| 3   | Bosnia și Herțegovina | F       | Edis Bahtijarević |
| 4   | Turcia                | F       | Koray Çölgeçen    |
| 5   | Belgia                | F       | Landry Mulemo     |
| 6   | Turcia                | F       | Orhan Ak          |
| 7   | Turcia                | M       | Musa Aydın        |
| 10  | Turcia                | M       | Sercan Kaya       |
| 11  | Senegal               | A       | Victor Mendy      |
| 13  | Angola                | P       | Carlos Fernandes  |
| 16  | Turcia                | P       | Atilla Özmen      |
| 20  | Turcia                | F       | Ali Güneș         |
| 21  | Turcia                | M       | Erkan Tașkıran    |
| 23  | Croația               | M       | Jerko Leko        |

| Nr. |             | Poziție | Jucător                |
| --- | ----------- | ------- | ---------------------- |
| 25  | Brazilia    | A       | Beto (împrumut)        |
| 27  | Turcia      | F       | Mehmet Polat           |
| 30  | Capul Verde | A       | Eduardo Fernando Gomes |
| 35  | Turcia      | M       | Zafer Çevik            |
| 41  | Turcia      | M       | Berkay Samancı         |
| 43  | Turcia      | F       | Veli Kızılkaya         |
| 45  | Turcia      | F       | Erman Güraçar          |
| 46  | Turcia      | P       | Ömer Kahveci           |
| 54  | Turcia      | A       | Emre Aktaș (împrumut)  |
| 61  | Turcia      | M       | Ragıp Bașdağ           |
| 77  | Turcia      | F       | Onur Tuncer            |
| 87  | Turcia      | F       | Serkan Yanık           |
|     | Argentina   | M       | Christian Zurita       |